# Guerre sainte des Āfāqī Khojas

Position de l'Altishahr (Xinjiang) par rapport au reste de la chine

En 1759, la dynastie chinoise Qing vainc les Mongols Dzoungars et achève la conquête de la Dzoungarie. Parallèlement à cette conquête, les Qing occupent la région de l'Altishahr, dans le Turkestan oriental, qui a été colonisée par les partisans du leader politique et religieux musulman Afaq Khoja,.
Après la conquête des Qing, les Chinois commencent à incorporer l'Altishahr et le bassin du Tarim dans leur empire. Au début, les adeptes d'Āfāq Khoja, qui sont alors connus sous le nom d'Āfāqī Khojas, résistent à la domination des Qing, mais leur rébellion est réprimée et les khojas sont chassés du pouvoir.
À partir de cette époque, et pendant une centaine d'années, les Āfāqi Khojas mènent de nombreuses campagnes militaires dans le cadre d'une guerre sainte, pour tenter de reprendre l'Altishahr aux Qing.

## Khojas de la Montagne Blanche et rivalités internes
Les Khojas sont une lignée fondée par Ahmad Kasani (chinois : 瑪哈圖木·阿雜木) (1461-1542), également connu sous le nom de Makhdūm-i`Azam, le grand maître de l'ordre soufi Naqshbandiyya, d'Asie centrale. De son vivant, Kasani affirmait être un descendant du prophète Mahomet par le biais de sa fille, dont les descendants sont connus sous le nom de Khojas (chinois : 和卓). À la mort de Kasani, sa famille se divise en deux groupes, chacun dirigé par un de ses fils : 
- Les Khojas de la Montagne Noire (chinois : 黑山派)[8], dirigés par Āfāq Khoja, aussi appelés les Khojas Afaqiyya ou Khojas Āfāqī[9].
- Les Khojas de la Montagne Blanche (chinois : 白山派)[8], dirigés par Ishāqi Khoja, aussi appelés les Khojas Ishaqiyya ou Khojas Iskàqís[9].

Les Khojas Ishaqiyya sont les premiers à quitter l'Asie centrale pour s'installer dans l'Altishahr; rapidement suivis par les Afaqiyya, qui bénéficient du soutien des dirigeants du Khanat de Yarkand. Dès lors, les deux factions sont connues sous le nom de Kojas de l'Altishahr.
Durant les plus de 80 ans qui précédent la conquête de la région par les Qing, les deux factions khoja gouvernent l'Altishahr, y compris les six grandes villes (Aksou, Kachgar, Hotan, Tourfan, Yengi Hisar et Yarkand) qui bordent le bassin du Tarim. Durant cette période, les deux clans sont en concurrence et se traitaient généralement avec animosité.
Juste avant la conquête des Qing, les Iskàqís contrôlent le Turkestan oriental, bien que la population soit en faveur d'un changement de dirigeants en faveur des Āfāqī ou même des Qing. En 1755-1756, Jahān Khoja et Burhān al-Dīn Khoja, deux fils d'un leader exilé des Khoja Āfāqī, reprennent le pouvoir à Yarkand, Tachkent et dans la région de la rivière Ili en Dzoungarie. Mais le rétablissement du pouvoir des Āfāqī dans la région n'est que provisoire, les deux frères étant facilement vaincus par les Qing en 1759 et exécutés par la suite.
À cette époque, la région de l'Altishahr fait partie d'une zone frontière chinoise, où l'emprise des Qing est fragile. Cette région est dirigée par des gouverneurs mandchous et des fonctionnaires turcs, y compris des partisans des Iskàqís. Si certaines familles d'Āfāqī restent dans les territoires conquis par les Qing, d'autres s'installent à Kokand où elles peuvent se cacher, se regrouper et contre-attaquer les Qing. Finalement, le Khanat de Kokand se retrouve brusquement impliqué dans les expéditions militaires de Āfāqī Khojas visant les Chinois.

## Gestion de l'Altishahr par les Qing
Pendant la période précédant le déclenchement de la guerre sainte, les tensions et les haines se multiplient entre les musulmans de l'Altishahr et les Qing, à cause d'un certain nombre d'incidents et du comportement des autorités mandchoues.
En effet, durant les premières années qui suivent la conquête, les fonctionnaires locaux nommés par les Qing, dont 'Abd Allah, le Hakim Beg de Ush, utilisent leur position pour extorquer de l'argent à la population locale. À cette époque également, le surintendant des Qing, Sucheng, et son fils enlèvent des femmes musulmanes et les gardent en captivité pendant des mois, au cours desquels elles sont victimes de viols collectifs,,,. Ces abus de pouvoirs irritent tellement la population musulmane locale qu'il a été rapporté que "les musulmans de Ush ont longtemps voulu dormir sur leurs peaux (de Sucheng et de son fils) et manger leur chair".
En conséquence, en 1765, lorsque Sucheng réquisitionne 240 hommes pour apporter des "cadeaux officiels" (l'équivalent d'un tribut versé au pouvoir central par les autorités locales) à Pékin, les esclaves porteurs et les habitants de la ville se révoltent. Abd Allah, Sucheng, les troupes de la garnison Qing de la ville et d'autres fonctionnaires Qing, sont massacrés et les rebelles s'emparent de la forteresse Qing. En réponse à la révolte, le pouvoir central envoie sur place une armée qui reprend la ville et assiège les rebelles dans le fort pendant plusieurs mois jusqu'à ce qu'ils se rendent. Les Qing exercent ensuite de cruelles représailles contre les rebelles en exécutant plus de 2 000 hommes et en exilant quelque 8 000 femmes. Ce soulèvement est aujourd'hui connu sous le nom de rébellion Ush,,,.
Durant cette période, le plus gros problème pour le pouvoir Qing n'est pas de se retrouver face à une rébellion armée isolée, mais bel et bien la conduite des représentants locaux du pouvoir central par rapport aux femmes musulmanes.
En effet, les soldats Qing en garnison dans la région ne sont pas autorisés à faire venir les membres de leur famille dans cette zone frontière si lointaine. Le résultat est que, malgré l'interdit officiel, ils recherchent activement la compagnie des femmes musulmanes. Si certains mariages sont célébrés, dans la plupart des cas il s'agit de relations sexuelles illicites et de prostitution : soit les femmes étaient amenées dans les forteresses Qing durant la nuit, soit les soldats passaient leurs nuits dans les villes.
En outre, les fonctionnaires Qing abusent du pouvoir lié à leur poste pour exploiter les femmes musulmanes d'une manière similaire à ce que Sucheng a fait à Ush Turfan. En 1807, Yu-qing, le surintendant de Karashahr, est accusé d'avoir commis une série d'abus sexuels à l'encontre de femmes musulmanes. Un autre fonctionnaire Qing, Bin-jing, est également accusé d'avoir commis un certain nombre de crimes au cours des années 1818-1820, dont l'un "a déshonoré" et causé la mort de la fille de Kokan Aqsaqal, un politicien et membre éminent de la communauté musulmane de Khoqand.
Bien que les détails des crimes de Bin-jing aient été effacés des archives officielles afin d'éviter toute nouvelle discorde, les musulmans sont tout à fait conscients de ce qui s'est passé et furieux face aux relations charnelles qui se multiplient entre les Qing et les femmes musulmanes.

## Expéditions militaires avec le soutien du Khanat de Kokand
En 1797, Sarimsaq, fils de Burhān al-Dīn Khoja, tente de lancer une campagne militaire afin de reprendre Kachgar, mais il est rapidement arrêté par Narbuta Biy, le Khan de Kokand.
Les attaques contre les Qing ne commencent réellement qu'environ vingt ans plus tard, en 1820. À cette époque, Jāhangīr Khoja, le fils de Sarimsaq, propose à Umar Khan, qui a remplacé Narbuta sur le trône de Khokand, de s'allier aux Āfāqī et de lancer une guerre sainte contre les Qing. Umar rejette son offre, ce qui n’empêche pas Jāhangīr de partir seul à la conquête de Kachgar, avec pour seule armée une troupe de 300 soldats. Si les troupes de Jāhangīr affrontent bien celles des Qing, il doit mettre fin à l'expédition avant même d'atteindre les portes de la forteresse de Gulbagh, située près de Kachgar .
En 1825, Jāhangīr et ses hommes tendent une embuscade à un petit détachement chinois et tuent la plupart des soldats qui le composent. Cette petite victoire incite les membres des tribus locales à rallier les troupes de Jāhangīr, qui peu de temps après, attaque la ville de Kachgar. Il s'en empare et fait exécuter le gouverneur turc de la cité. Les effectifs des troupes chinoises affectées à la défense de la région sont trop faibles pour mettre fin aux troubles, qui se transforment en révolte générale dans les villes de Yengi Hisar, Yarkand et Hotan où des civils chinois, capturés à l'extérieur de la ville, sont tués.
En 1826, Jāhangīr rassemble une nouvelle troupe armée composée de Kirghizes, de Kasghariens et de volontaires Khokandiens. Avec ses nouveaux soldats, il planifie une nouvelle attaque contre Kachgar, qu'il lance durant l'été de la même année. La ville tombe et Jāhangīr commence à assiéger la forteresse de Gulbagh. Comme l'année précédente, les victoires des Āfāqī Khoja déclenchent une rébellion générale.
Mais pour contrer l'attaque des Āfāqī, les Qing peuvent compter sur le soutien des marchands Hui ainsi que les Ishāqi Khojas qui s'opposent à la "débauche" et au "pillage" des Āfāqī de Jāhangīr,. Les Dounganes aident également les Qing, en s'enrôlant dans l'Armée de l'Étendard Vert et en intégrant les milices marchandes qui participent à la défense de Kachgar et Yarkand.
Pendant ce temps, Madali Khan, le successeur d'Umar Khan, observe la situation et prend la décision de rejoindre la guerre sainte et soutenir Jāhangīr, afin de protéger les intérêts commerciaux Khokandiens dans la région. Ainsi, lorsque Jāhangīr demande de l'aide pour s'emparer de la forteresse de Gulbagh, Madali Khan arrive personnellement, à la tête d'une armée de 10 000. Après avoir participé aux combats pendant 12 jours, Madali rentre chez lui en laissant sur place un détachement de soldats Kokandiens, dont il confie le commandement à Jāhangīr. Le 27 août, une fois les réserves de nourritures des soldats Qing totalement épuisées, la forteresse de Gulbagh tombe entre les mains de Jāhangīr. Cet été là, il réussit également à s'emparer des villes de Yengi Hisar, Yarkand et Hotan.
Les Qing ripostent au printemps 1827, en envoyant une armée de plus de 20 000 soldats combattre les Āfāqī Khoja. À la fin du mois de mars, les Qing ont récupéré tous les territoires perdus et capturé Jāhangīr, qui est emmené à Pékin où il est finalement exécuté.
Pour mieux protéger l'Altishahr contre de futures attaques, les Qing augmentent le nombre de soldats déployés dans la région, reconstruisent les villes les plus à l'ouest et renforcent les fortifications. Comme punition pour sa participation à la guerre sainte et son rôle de terre d'asile des Āfāqī, le Khanat de Kokand subit des restrictions commerciales et certains de ses produits sont même interdits à la vente en Chine.
Pendant ce temps, en 1828-1829, Yousouf Khoja, le frère aîné de Jāhangīr Khoja, prend la tête du combat des Āfāqīs pour retrouver leur patrie perdue. Il commence par demander l'aide du Khan de Khokand, tout comme son frère l'avait fait huit ans plus tôt. Même si Madali Khan ne souhaite pas vraiment provoquer les Qing, il ne peut ignorer que son Khanat ressent fortement l'impact des sanctions économiques qui lui ont été imposées. Finalement, il estime qu'il n'a pas grand-chose à perdre s'il part en guerre contre les Qing. En conséquence, il soutient la poursuite de la guerre sainte et permet à ses plus hauts dirigeants militaires, dont Haqq Quli, le commandant général de l'armée, de prendre le commandent d'une puissante armée devant attaquer les Qing.
Kachgar est facilement occupé dès septembre 1830 et les envahisseurs commencent immédiatement le siège de la forteresse de Gulbagh, pendant qu'Yousouf Khoja prend avec lui une grosse partie des troupes pour tenter de s'emparer de Yarkand,. Une fois sur place, les choses ne se déroulent pas comme prévu pour les Āfāqīs car, refusant le combat direct, les marchands chinois et les militaires Qing chargé de défendre la ville préfèrent rester à l'intérieur des fortifications et pilonner les soldats de Yousouf avec les fusils et les canons de la garnison. De plus, loin de se joindre aux Āfāqīs, les musulmans turcs de Yarkand participent activement à la défense de la cité.
Au cours des trois mois suivants, ni l'armée khokandienne, ni Yousouf Khoja et ses partisans n'arrivent à accomplir de nouvelles conquêtes. En effet, ils ne reçoivent aucun soutien, de quelque nature que ce soit, de la part de la population locale et, contrairement à ce qui s'était passé lors des expéditions de Jāhangīr, aucune rébellion majeure n'éclate pour soutenir l'expédition. Finalement, une armée de secours Qing forte de 40 000 hommes arrive sur place et, fin décembre 1830, l'armée khokandienne et Yousouf Khoja se replient sur Khokand.
Une fois Yousouf chassé de la région, les Qing réalisent que leur politique de sanctions et de restrictions commerciales envers Kokand est inefficace pour stabiliser la région et prévenir les conflits. En conséquence, plutôt que de punir le khanat de Khokand pour sa participation à l'invasion de 1830, ils préfèrent conclure un accord avec le Khan en 1832. Cet accord normalise les relations entre les deux pays en accordant une grâce aux Kasghariens vivant en exil au Khokand et à ceux de l'Altishahr qui ont soutenu la guerre sainte, ainsi qu'en accordant des indemnités aux marchands Khokandis pour leurs pertes de marchandises et de biens. En ce qui concerne le commerce, les Qing suppriment les sanctions mises en place en 1827 et commencent à traiter Khokand comme un partenaire commercial privilégié, avec des privilèges spécifiques sur tout ce qui est taxes, droits et tarifs.

## Expéditions militaires des seuls Āfāqī Khojas
Après la mise en œuvre de l'accord de 1832, le Khanat de Kokand connait une amélioration de son économie, grâce à sa nouvelle relation avec les Qing. En conséquence, les autorités du Khokand ont tout intérêt à maintenir la paix dans la région et ne soutiennent plus la guerre sainte des Āfāqī Khoja. Pendant 14 ans, les Āfāqī se retrouvent dans l'incapacité d'organiser des opérations militaires à grande échelle. Ce n'est qu'après 1846, lorsque le Khokand et la Chine se retrouvent tous deux affaiblis économiquement à la suite de révolutions, de guerres et de catastrophes naturelles, qu'ils réussissent à relancer la guerre sainte pour récupérer l'Altishahr.
En août 1847, les fils et petits-fils de Jāhangīr Khoja et ses deux frères, dont Katta Tore, Yousouf Khoja, Wālī Khān, Tawakkul Tore et Kichik Khan, profitent de la faiblesse des garnisons Qing de l'Altishahr pour traverser la frontière avec une grande armée pour attaquer Kachgar. Ce raid est entrepris sans le moindre soutien du Khokand et sera connu par la suite sous le nom de Guerre Sainte des Sept Khojas de 1847.
La ville de Kachgar est prise en moins d'un mois, après quoi les forteresses Qing protégeant les villes de Kachgar et Yengi Hisar sont assiégées. Mais, malgré les efforts des Khojas, ces forteresses tiennent bon. De plus, les excès des Āfāqī Khoja leur aliènent le soutien des habitants de la région, au point qu'ils ne reçoivent aucune aide de la communauté musulmane locale et qu'aucun soulèvement populaire n'a eu lieu, contrairement à ce qui s'était produit lors des raids de Jāhangīr. Aux yeux des citoyens des villes attaquées, les envahisseurs ressemblent davantage à des agents Khokandi qu'à des libérateurs spirituels.
En novembre, les Chinois arrivent à lever une armée de secours, qui vainc les khojas lors de la bataille de Kok Robat, près de Yarkand. Après leur défaite, les 7 khojas s'enfuient vers Khokand.
Tout au long des années 1850, les khojas lancent de nouvelles attaques, qui s’achèvent systématiquement sur des défaites. Malgré cela, les Āfāqī ne renoncent pas à leurs revendications ancestrales sur Altishahr. Au fil des années, ces raids deviennent un élément du paysage politique régional. Ils incluent une invasion ayant lieu en 1852 et dirigée par Dīvān Quli et Wālī Khān ; une invasion en 1855 dirigée par Husayn Īshān Khwāja ; et une invasion en 1857 dirigée par Wālī Khān.
Wālī Khān réussi à s'emparer de Kachgar en 1857 et à devenir l'émir de la cité pendant environ trois mois. Lorsqu'il rentre dans la ville, Wālī Khān commence par recevoir le soutien de la population locale, qu'il perd assez vite à cause de son attitude sévère et tyrannique et l'application stricte des codes vestimentaires, des coutumes et des traditions religieux,. Pendant son court règne, Wālī Khān devient également célèbre pour être celui qui a tué l'explorateur allemand Adolf Schlagintweit sans raison apparente. Finalement, Wālī Khān est abandonné par ses partisans en raison de sa cruauté et est vaincu par une armée Qing.
Contrairement aux invasions entreprises en 1826 et 1830, les raids des années 1850 ne bénéficient d'aucun soutien officiel du Khanat de Khokand. Dans chaque cas, les raids sont menés de manière autonome par les Āfāqī Khoja, qui gèrent l'organisation, les levées de troupes et l'intendance. Après le raid de Husayn Īshān Khwāja et Wālī Khān de 1855, la Cour Impériale Qing lance une enquête officielle sur l'invasion et conclut que ce raid n'a pas été parrainé par le Khokand. Comme preuve supplémentaire de la non-complicité de la part du Khokand, le dirigeant du Khanat, Khudàyàr Khàn, tente de faire exécuter Wālī Khān en 1855 pour avoir massacré des Musulmans pendant le raid, et ordonne que tous les dirigeants des Āfāqī soient placés sous surveillance à l'avenir.
Tous les raids des khojas des années 1850 se soldent à court ou moyen terme par des échecs, car ils ne réussissent pas à obtenir le soutien des populations locales et déclencher une révolte bénéficiant du soutien des citoyens musulmans du Khokand et de l'Altishahr.

## Fin de la guerre sainte
Dans les années 1860, de grands changements se produisent en Chine et dans l'Altishahr et ce sont eux qui, à terme, vont mettre fin à la guerre sainte des Āfāqī Khoja.
Au début de cette décennie, l'économie et l'armée des Qing continuent d'être mises à rude épreuve par deux grandes révoltes : la révolte des Taiping et la révolte des Nian. Ces deux révoltes durent depuis près de dix ans et ont obligé les Qing à réduire leur présence militaire dans l'Altishahr. À ceci se rajoute la révolte des Dounganes, qui éclate au cours de l'été 1862 dans la province du Shaanxi, au centre de la Chine. Les combats s'intensifient rapidement, au point que cette nouvelle révolte devient presque aussi importante que les deux précédentes.
Au Xinjiang, la situation est très tendue. Pour maintenir un minimum de présence militaire dans la région, les autorités Qing ont augmenté de manière importante les impôts existants, afin de compenser l'arrêt des subventions versées par le gouvernement central. En effet, tout l'argent était utilisé pour réprimer les révoltes en cours. L'augmentation des charges fiscales ne fait qu'ajouter au mécontentement de la population locale, tandis que, malgré toute cette pression fiscale, les soldats Qing du Xinjiang ne sont toujours pas payés à temps ni correctement équipés.
Lorsque la révolte des Dounganes éclate à l'est en 1862, des rumeurs se répandent parmi les Hui/Dounganes du Xinjiang, selon lesquelles les autorités Qing se préparent à les massacrer préventivement. Les communautés visées par les massacres varient suivant la région où se répandent les rumeurs et il est difficile de savoir si elles ont un fond de vérité; mais dans tous les cas, leur effet va être dévastateur pour les Qing.
Les Qing ne réussissent à reprendre le contrôle de la situation en Chine centrale qu'en 1864. En mars 1864, les Qing ont repris le contrôle de la plus grande partie de la province du Shaanxi, forçant les milices Dounganes à se réfugier plus à l'ouest dans le Gansu.
Mais, dès le mois de juin 1864, la révolte s'étend à l'Altishar, lorsqu'un groupe de Dounganes de la petite ville de Kucha met le feu à un marché et commence à tuer ceux qu'ils considèrent comme étant des infidèles. La violence s'intensifie et d'autres musulmans rejoignent la rébellion. La petite garnison Qing de la ville tente bien de mettre fin aux violences, mais elle est vaincue Fin juin, des attaques armées ont lieu contre les autorités Qing de Yarkand et Kachgar, puis fin juillet, des rébellions similaires commencent à Aksou, Ürümqi et Tourfan.

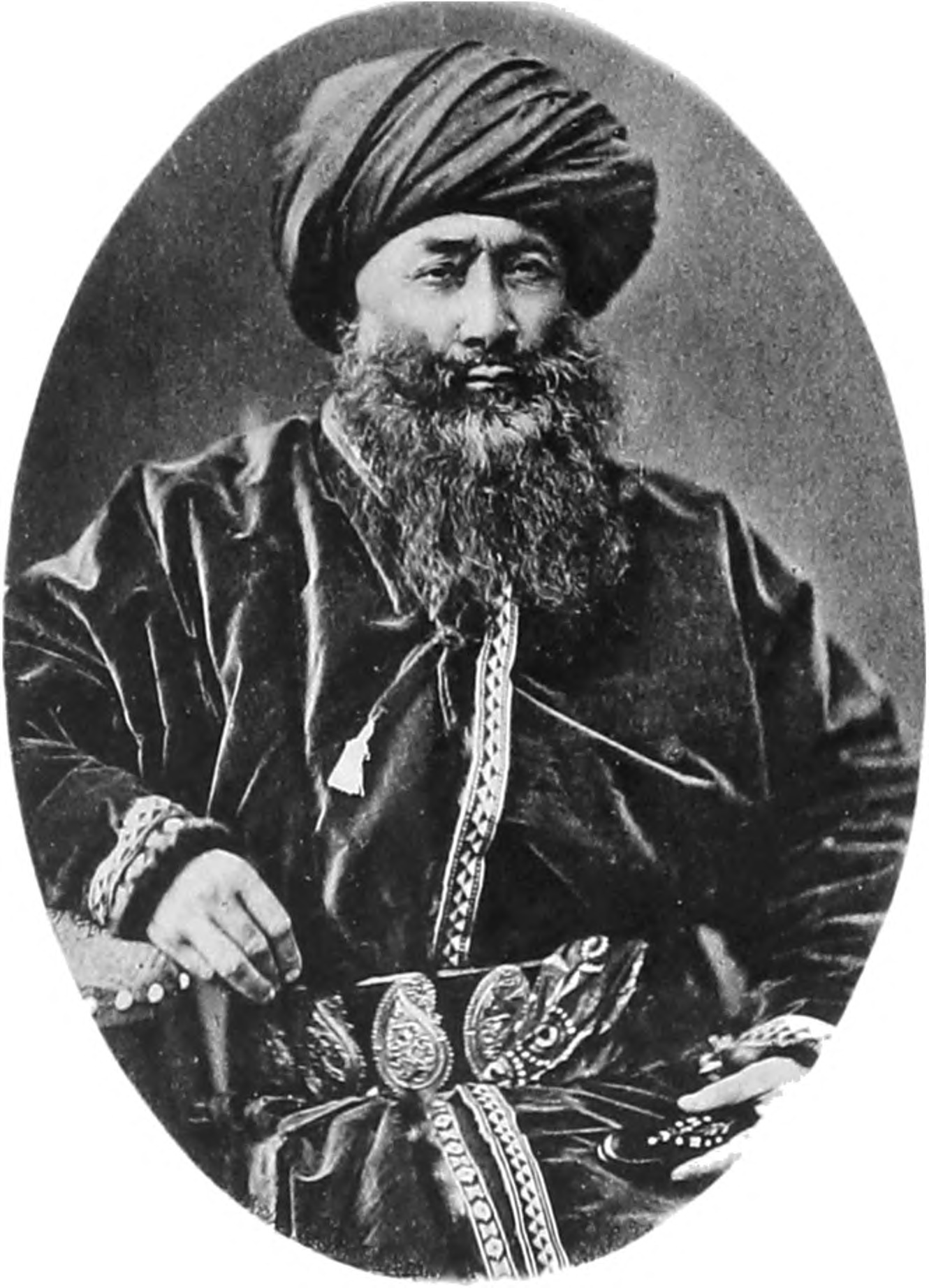
Yaqub Beg 1820-1877

Même si ce sont les Dounganes qui, en règle générale, sont les premiers à se révolter, ils sont très vite rejoints par les populations turques locales, à savoir les Tarangchis, les Kirghizes et les Kazakhs. En effet, si, au départ, la révolte des Dounganes n'est pas une guerre de religion, la révolte de l'Altishahr déclenchée par les Dounganes se transforme en une guerre sainte, lorsque des individus de différentes ethnies, affiliations tribales et origines sociales s'unissent en tant que musulmans et se rebellent contre le régime Qing. Les motivations des différents groupes révolutionnaires de l'Altishahr différent dans de nombreux cas, mais à partir de 1864, la quasi-totalité de la population musulmane de l'Altishahr est unie contre les Qing. Ainsi, la rébellion de 1864, qui a commencé comme une révolte des Dounganes, se transforme en une rébellion musulmane généralisée; soit ce que les  Āfāqī Khoja ont toujours espéré faire, sans jamais réussir à réellement y arriver.
Alors que les Dounganes et leurs alliés musulmans turcs se battent pour le contrôle de la ville de Kachgar, des demandes d'aide sont envoyées à 'Ālim Quli, le Khan de Kokand, et aux Āfāqī Khoja. En réponse, une expédition dirigée par le célèbre commandant militaire Khokandi, Yaqub Beg, part de Khokand pour Kachgar à la fin de 1864. Parmi les membres de cette petite troupe figure Buzurg Khan, le fils de Jāhangīr,.
Au cours des huit mois suivants, Yaqub Beg commande une coalition de guerriers des tribus Kirghizes et Kipchaks, ainsi que des montagnards Badakhshi, et s'empare de Kachgar, Yengi Hisar et Yarkand. Au printemps 1866, Yaqub Beg consolide ses positions et met au pas les Āfāqī de Wālī Khān et Buzurg Khan, mettant ainsi fin de manière définitive à la guerre sainte des Āfāqī khoja pour l'Altishahr.
Yaqub Beg commence par prendre le contrôle de Khotan et Koucha en 1867, puis Uruqmi et Tourfan à la fin de 1870. Les Qing sont alors complètement expulsés de l'Altishahr, qui devient un État musulman indépendant de facto, le royaume de Kachgar, dont Yaqub Beg est l'émir. Ce royaume disparait en 1877, date à laquelle le général Qing Zuo Zongtang a achevé la reprise d'Altishahr et a occupé Kashghar.

## Héritage
Pendant le règne de Ya'qūb Beg, de nombreux chefs religieux khoja perdent leur influence et beaucoup d'autres sont exécutés. Après la reconquête de la région par les Qing en 1877, les khoja perdent tout pouvoir dans la région.
Aujourd'hui, la zone qui était connue sous le nom d'Altishahr fait partie de la région autonome ouïgoure du Xinjiang de la république populaire de Chine. Après la création de la province du Xinjiang par les Qing à la fin du XIXe siècle et la mise en place de l'administration provinciale chinoise, on assiste à une forte immigration de Chinois Han et à une sinisation du Xinjiang. Bien que la population d'origine turque soit toujours très présente et maintienne une pluralité ethnique dans le Xinjiang, la population chinoise surpassera très probablement celle de toutes les autres ethnies dans un avenir proche.

## Galerie

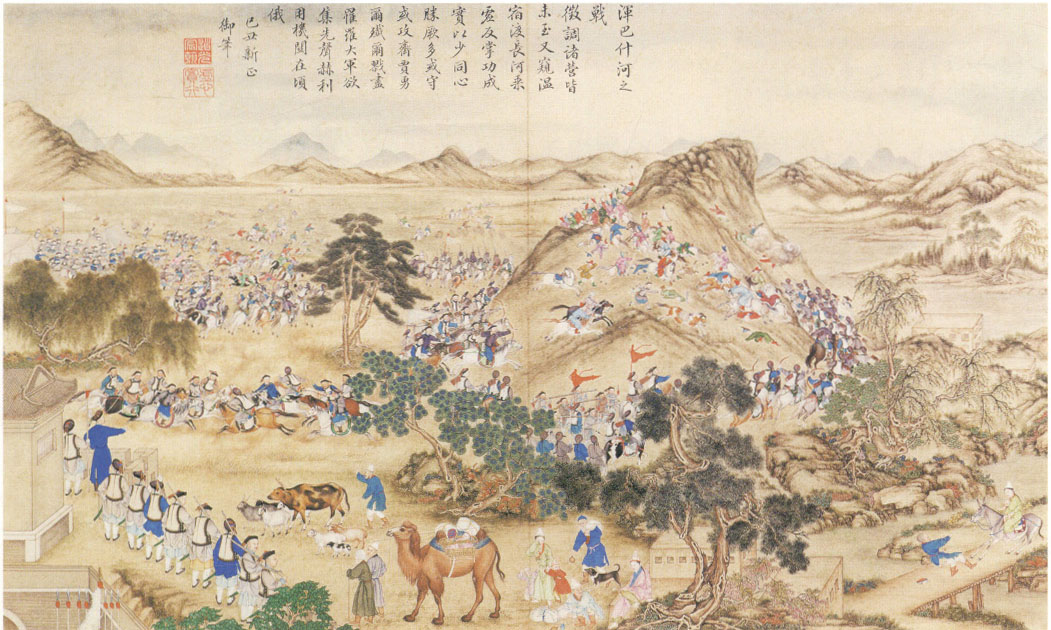
Bataille de la rivière Honbasi
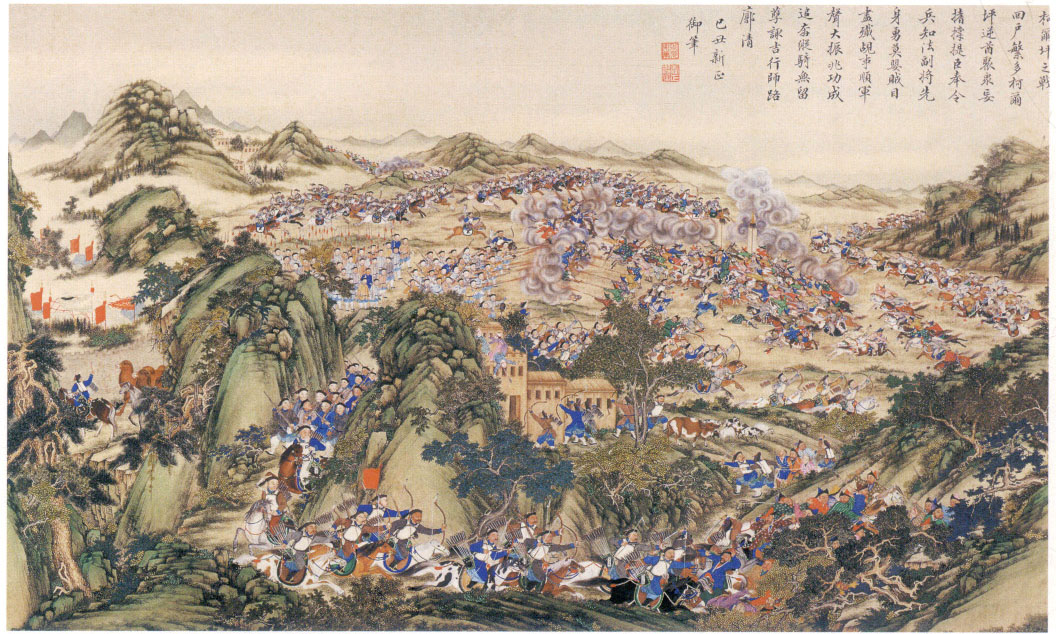
Bataille de Kor-p'ing
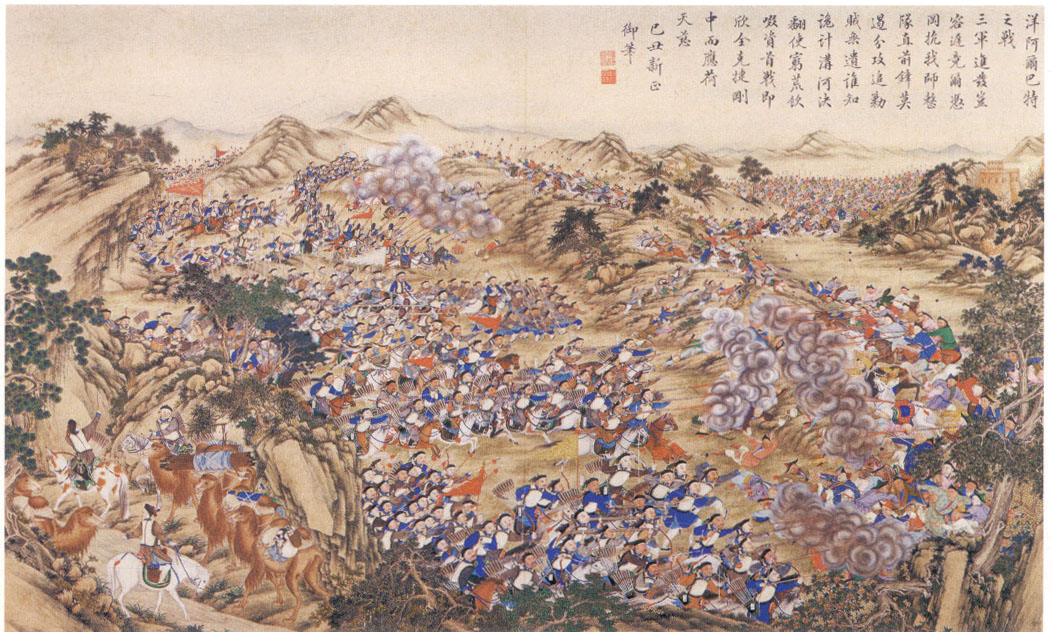
Bataille de Yangi-arbat
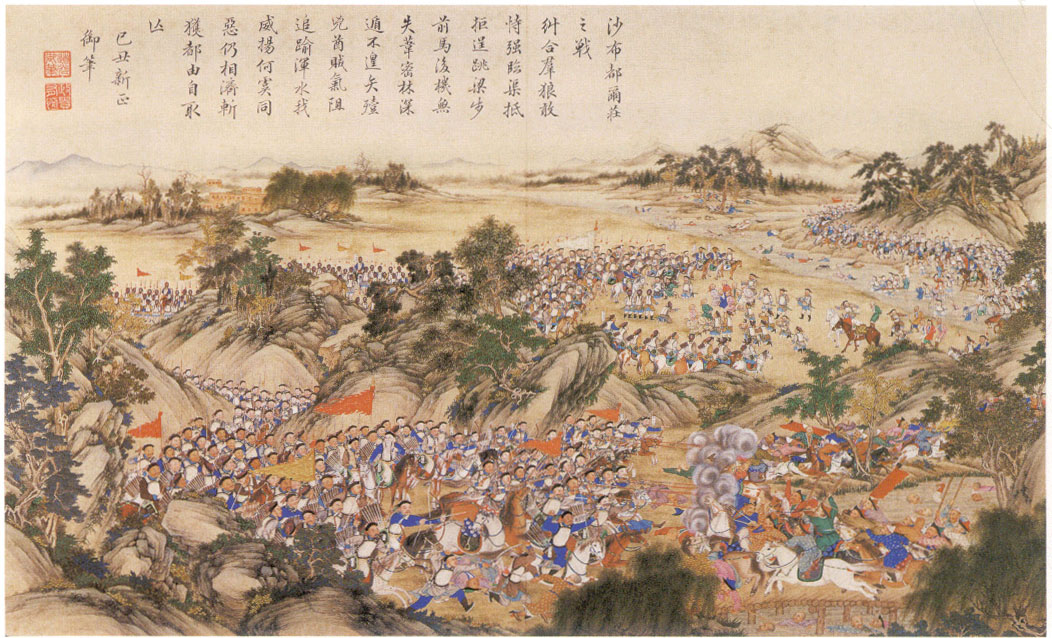
Bataille de Sabdul-chuang
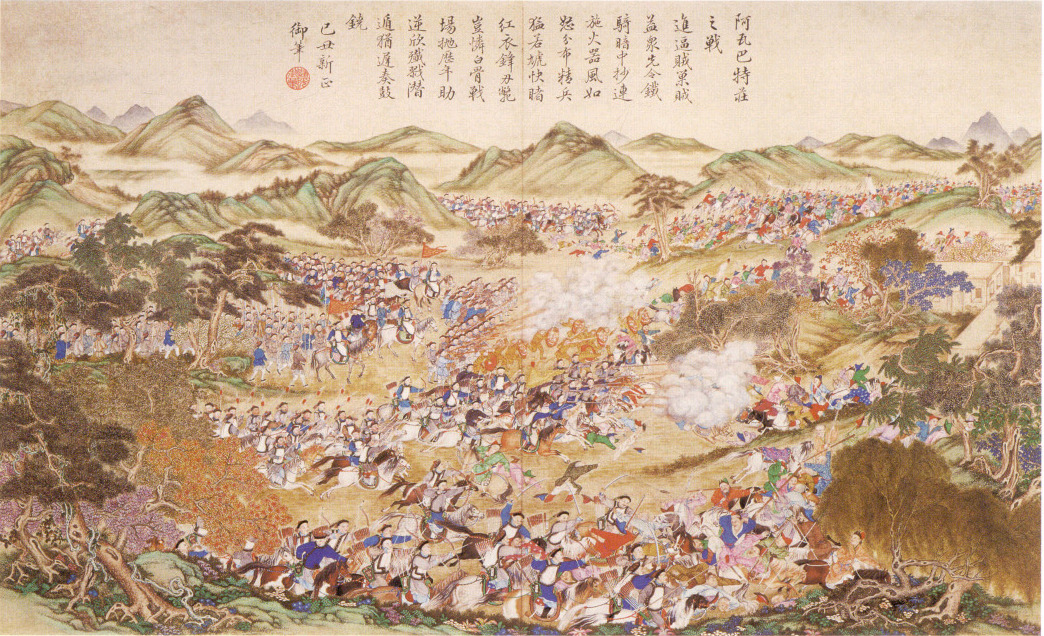
Bataille d'Awabat-chuang
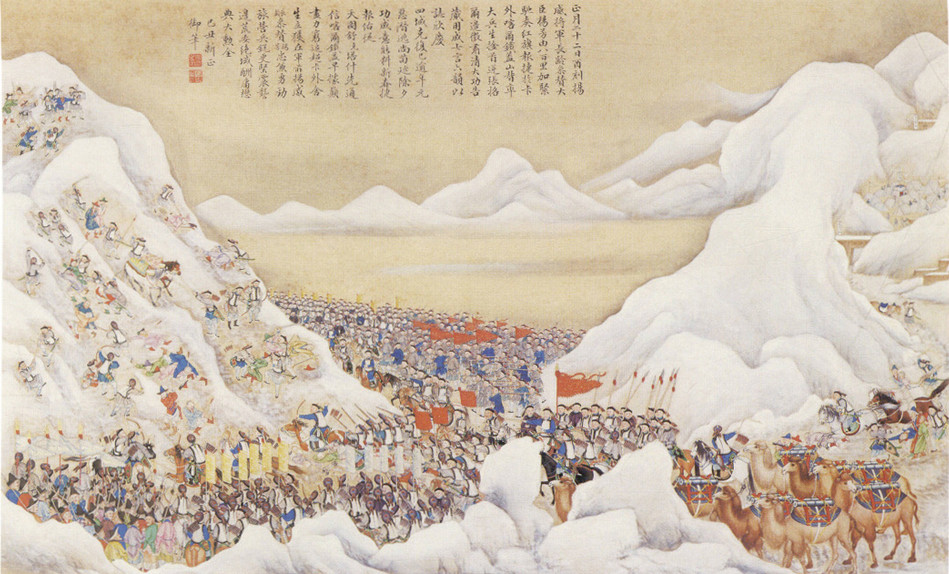
Reprise de Kaschgar et capture du chef rebelle
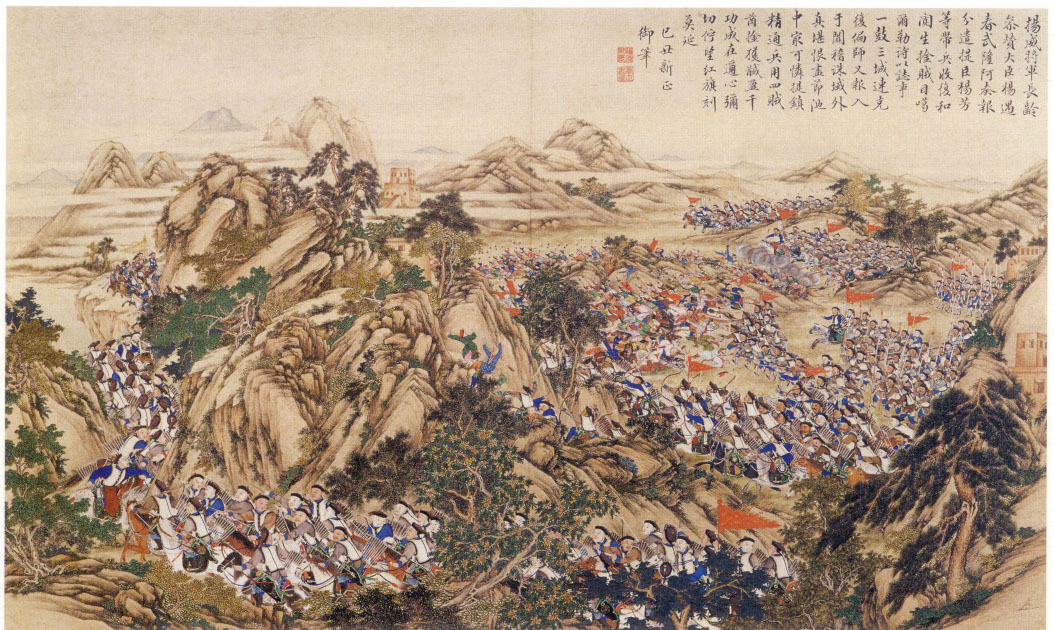
Reprise de Kothan et capture du chef rebelle Garia
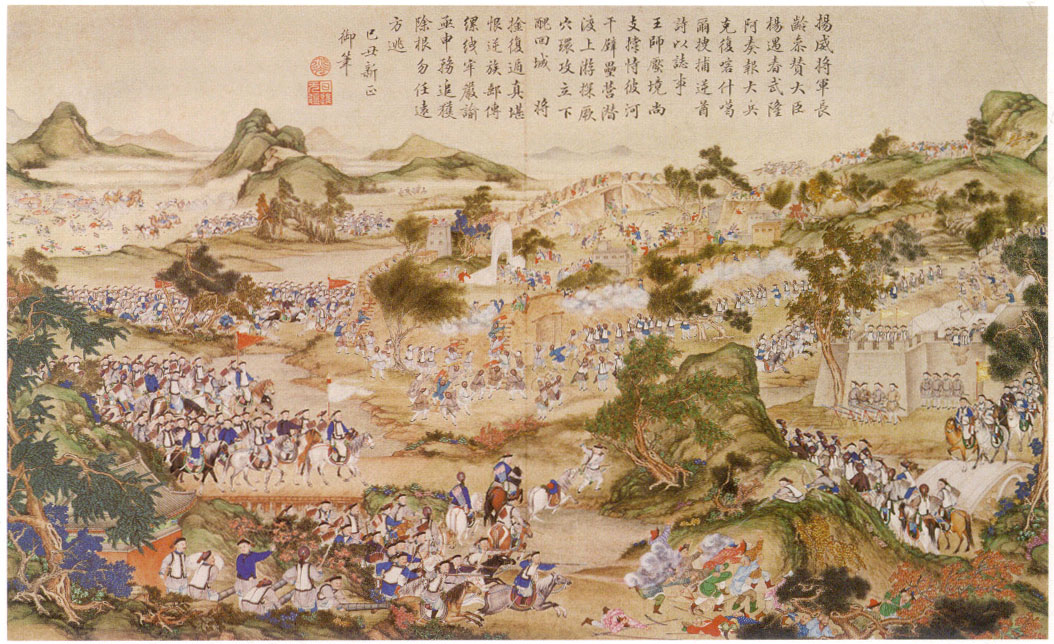
Capture du chef rebelle Jehangir à la montagne Hartagai
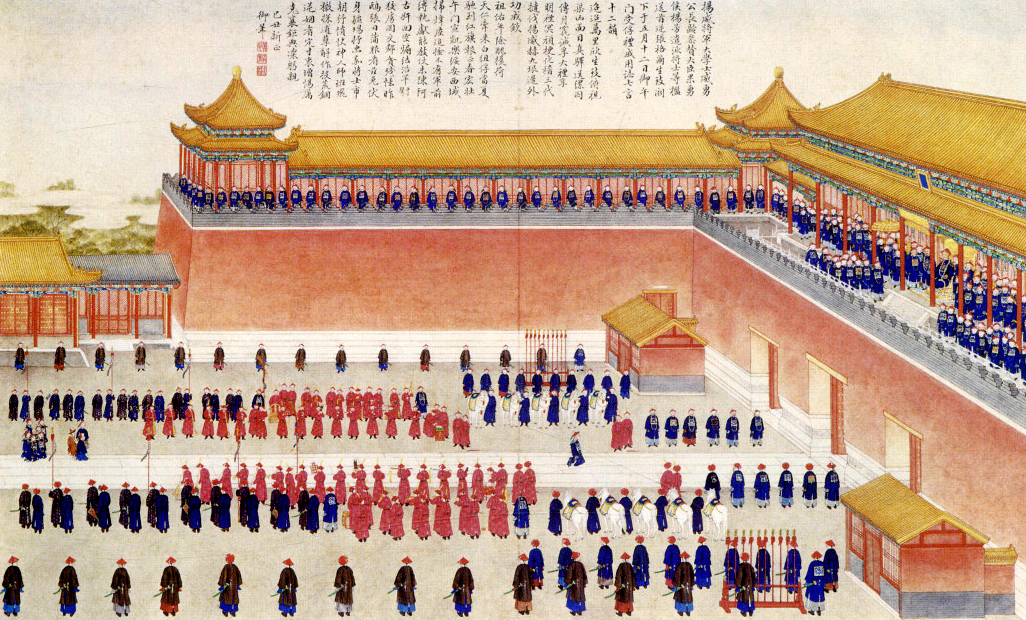
Présentation à l'empereur de prisonniers
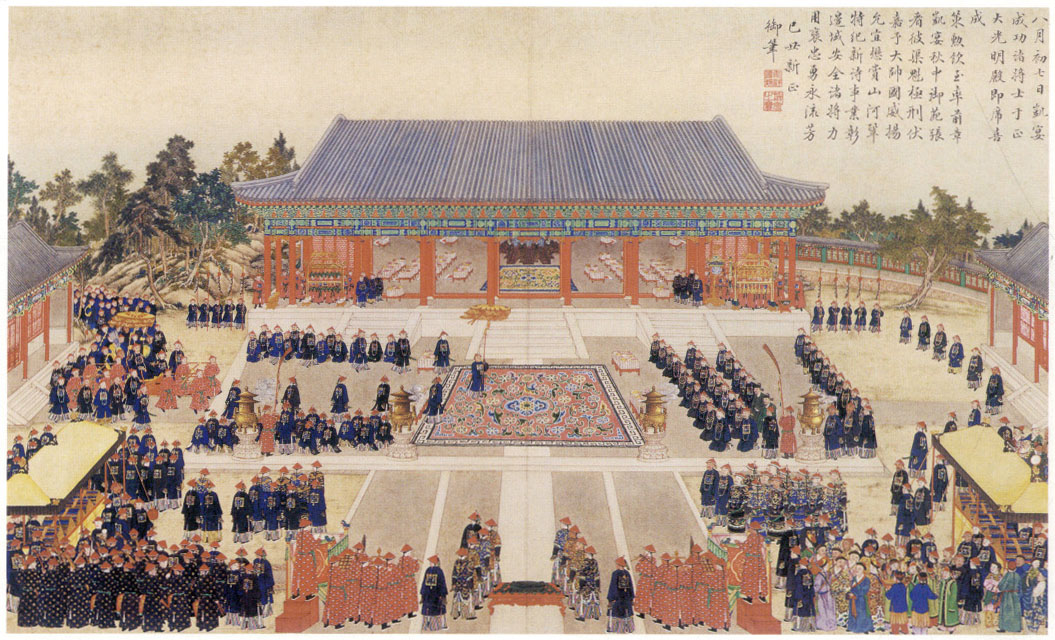
Banquet de la victoire

## Voir également
- Conquête de l'Altishahr par les Dzoungars
- Mouvement d'indépendance du Turkestan oriental
- Histoire du peuple ouïghour (en)
- Xinjiang sous la tutelle des Qing (en)